# Diecéze 's-Hertogenbosch
Diecéze 's-Hertogenbosch (latinsky Dioecesis Buscoducensis) je římskokatolická diecéze v Nizozemsku, která je sufragánní diecézí metropole v Utrechtu. Katedrálním kostelem je dóm sv. Jana Evangelisty v 's-Hertogenbosch, území diecéze se kryje s územím části nizozemské provincie Severní Brabantsko. 

## Stručná historie
V roce 1559 byla spolu se třinácti dalšími diecézemi ve španělském Nizozemí zřízena i diecéze 's-Hertogenbosch, a byla podřízena metropoli mechelenské. Její hranice, farnosti a celková podoba však byly dány až v roce 1561. Teritorium diecéze v době protestantské reformy připadlo pod vládu Spojených provincií nizozemských jen částečně, biskupské sídlo až v roce 1612. Definitivně byla diecéze sekularizována po vestfálském míru (1648). Podzemní kněží byli podřízení apoštolskému vikáři, který až do roku 1726 musel sídlit v Belgii, pak mu bylo povoleno sídlit v Nizozemí, ale musel být místní rodák a nesměl být biskupem. V průběhu francouzské revoluce kalvinismus přestal být státním náboženstvím, a proto se staré kostely dostaly zpátky katolíkům, mj. v roce 1810 i katedrála sv. Jana Evangelisty. V roce 1853 byla v Nizozemí obnovena katolická hierarchie: papež Pius IX. zřídil metropolitní sídlo v Utrechtu a čtyři sufragánní diecéze, mezi nimi i v 's-Hertogenbosch. Apoštolský vikář v 's-Hertogenbosch se stal arcibiskupem utrechtským a administrátorem diecéze 's-Hertogenbosch.